# Fermo Forti
Pour les articles homonymes, voir Forti.
Fermo Forti (né le 3 février 1839 à Cibeno di Carpi, dans l'actuelle province de Modène, en Émilie-Romagne, alors dans les États pontificaux et mort le 24 février 1911  à Carpi) est un peintre et sculpteur italien de la seconde moitié du XIXe et du début du XXe siècle, actif principalement dans sa ville natale de Carpi et à Modène. Il est connu pour ses sujets sacrés, historiques et de genre, peints dans un style réaliste.

## Biographie
Son père, Giuseppe Forti, un maçon, favorise l'éducation de son fils en l'inscrivant à l'école élémentaire communale de dessin de Carpi, où il étudie sous la direction de Claudio Rossi. En 1857, grâce à une subvention de la mairie, il peut poursuivre ses études à l'académie royale des beaux-arts de Modène, l'Academia Atestina, sous la direction d'Adeodato Malatesta.
Pour l'une de ses premières commandes, il peint pour décorer l'église saint Adrien III (en) de Spilamberto, dans la province de Modène. En 1874, il commence, avec Lelio Rossi et Albano Lugli, la décoration dans le style néo-Renaissance de la cathédrale de Carpi, une tâche qui va l'occuper pendant une vingtaine d'années.
Parmi ses autres œuvres, on peut citer « I martiri Gorgomiensi » (1874) pour l'église San Niccolò de Carpi, « Purification de la Vierge » (1875) pour l'église de Panzano, une frazione de Campogalliano, dans la province de Modène, « Saint Antoine » pour l'ancien couvent San Rocco de Carpi, ainsi que des sculptures en terre cuite de la « Madonna Assunta » (1906) conservées au Museo civico de Carpi.